# Station Water Orton
Water Orton is een spoorwegstation van National Rail in Water Orton, North Warwickshire in Engeland. Het station is eigendom van Network Rail en wordt beheerd door West Midland Trains. 